# Peach Blossom Weeps Tears of Blood
Peach Blossom Weeps Tears of Blood è un film del 1931, diretto da Bu Wancang.